# Pachiostosi
La pachiostosi (dal greco "ossa spesse") è una condizione negli animali vertebrati in cui le ossa subiscono un ispessimento, con una conseguente struttura ossea insolitamente solida con poco o nessun midollo osseo. Essa si verifica sia nei vertebrati terrestri che in quelli acquatici, come lamantini e dugonghi, cervi giganti, plesiosauri e membri del clade Dinocephalia tra i terapsidi.